# JR Central série 311
Pour les articles homonymes, voir Serie 311 (homonymie).
La série 311 (311系, 311-kei) (311けいでんしゃ/311 keidensha ou 311系電車) est un type de rames automotrices électrique (EMU), utilisées pour les services de banlieue et périurbains, introduit en 1989 par la JR Central (ou JR Tokai), et toujours exploitées a ce jour

## Histoire
Il a été conçu et développé pour l'ouverture de la gare générale de Kanayama lors de la révision des horaires du 9 juillet 1989 (Heisei 1), pour le nouveau Rapid Service (service direct) qui l'accompagne et l'augmentation du nombre de Rapid Service sur la ligne Tōkaidō . La conception de base est similaire à la série 211-5000 déjà présentes , mais certaines modifications ont été apportées, telles que l'installation de sièges transversaux pour les trains rapides.
Quinze formations de quatre voitures (60 voitures) ont été fabriqués. Elles ont été fabriqués par Nippon Sharyo , Hitachi , Kinki Sharyo et Kawasaki Heavy Industries .

## Description

### Extérieur
Comme pour la série 211 , de l'acier inoxydable léger a été utilisé. La partie avant est en plastique renforcé de fibres (FRP) et un pare brise légèrement incurvé est utilisé à l'avant ,  le design mettant l'accent sur la surface incurvée, de sorte que le corps est plus long de 100 mm (20 100mm au total) .
Il y a trois portes de chaque côté, avec des doubles vantaux coulissants. Les fenêtres latérales se présentent généralement sous la forme de doubles fenêtres ,deux vitrages séparés par un rail, coulissants de manière descendante, à l'exception des petites fenêtres à galandage près des portes , mais dans certains trains, les doubles fenêtres sont également fixes (details décrits plus loin ) .
La couleur de la bande enroulée autour de la carrosserie de la voiture est basée sur la couleur de l'entreprise , une bande orange au dessus et sous les fenêtres , et l'avant est un FRP blanc ivoire avec une bande orange .
Elles sont équipées d' un attelage à contact étroit avec un dispositif de dételage automatique et d'un branchement électrique au sommet de la voiture de tête (pour liés les dispositifs electriques) . Tous les attelages intermédiaires sont semi-permanents pour réduire le poids et le coût . Le capot pénétrant est fixé au sommet du type Kumoha 311(motrice d'extrémité)  .

### Intérieur
L'intérieur est unifié dans les tons gris . Tous les sièges sont des sièges transversaux face à face, avec des sièges fixes sur les côté des portes et aux extrémités de la voiture, et des sièges convertibles (changement de sens possible) au centre. L'espacement entre les sièges est de 910 mm, avec 6 rangées de sièges  entre les portes et 2 rangées de sièges à l'extrémité de la voiture. Le siège croisé convertible est basé sur celui utilisé dans la série 213-5000, et la hauteur du dossier du siège est augmentée d'environ 30 mm pour améliorer le confort d'assise. 
La série Kuha 310 est équipée d'une toilette de style japonais. Sur la paroi extérieure de ces toilettes, un téléphone public de type carte téléphonique a été installé pour la première fois dans un véhicule ordinaire JR, mais il a été supprimé en raison de la révision des horaires en mars 2007 (l'antenne de toit a été supprimée).
Un dispositif de guidage d'informations embarqué de type diode électroluminescente (DEL) est fixé à la paroi de séparation d'extrémité de chaque voiture afin d'améliorer le service d'information dans la voiture. Cet appareil affiche le type de train, la destination, le nom de la gare d'arrêt, les informations de transfert et les informations commerciales, et est intégré à une horloge numérique.
La girouette de type de train frontale est installée au-dessus de la porte frontale des voitures de tête et une girouette de destination est installée sur le côté droit. De plus, sur le côté des voitures, une girouette est également présente..
À l'origine, toutes les voitures étaient équipées de deux climatiseurs C-AU711D (18 000 kcal/h) à distribution centrale, mais la fin de série a été équipée par une C-AU713 plus puissante.

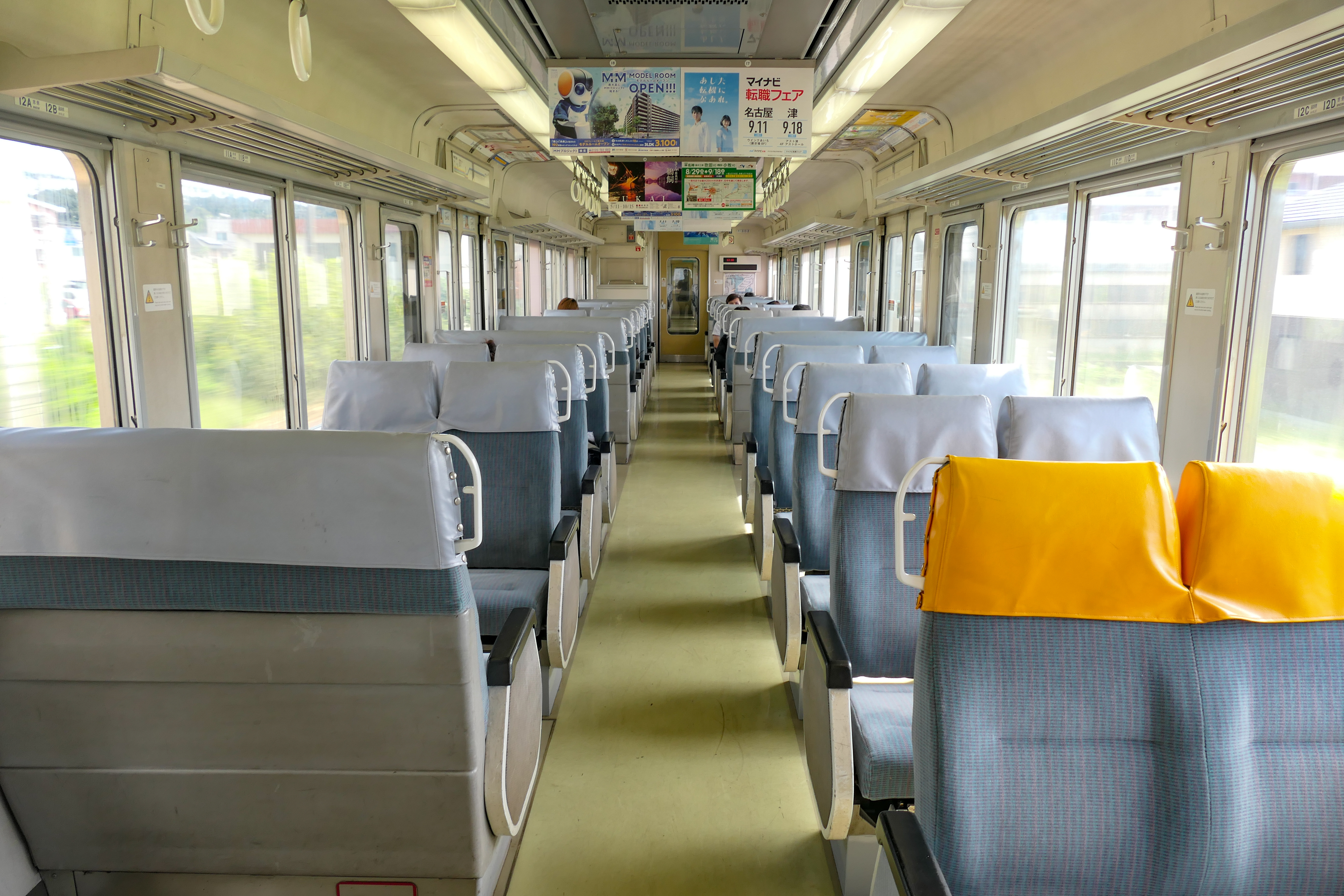
Intérieur série 311

### Caractéristiques techniques
Le moteur principal est le même type de moteur à collecteur à courant continu (120 kW , type interne C-MT61A) que la série 211, et quatre unités sont installées par motrice . La vitesse maximale est de 120 km/h  .
La méthode de contrôle de puissance est le contrôle par résistance combiné série-parallèle et le contrôle d'excitation par addition de champ ,de type C-CS57A  . L'alimentation auxiliaire est un système de convertisseur de type booster (SCV) ,et,est avec le système de contrôle,  un système éprouvé .

Bogie moteur

Le bogie est un bogie léger sans traversin avec suspension pneumatique , de type C-DT56 pour bogies moteurs et C-TR241 pour les bogies porteur . Les deux sont équipés d' amortisseurs de lacet pour un fonctionnement à grande vitesse .
Le système de freinage est de type à commande électrique . En plus d'être équipé d' un frein régénératif et d'un frein de contrôle de vitesse , un système d'augmentation de pression (15% d'augmentation de pression) qui fonctionne à une vitesse de freinage initiale de 110km/h ou plus est également ajouté . De plus, un frein de secours direct est installé comme frein de sécurité. Des travaux de préparation pour un frein à détection de dérapage et un frein résistant à la neige ont été effectués . En ce qui concerne l'équipement de freinage de base, le type C-DT56 est équipé d'un frein à bande de roulement à simple pression , et le type C-TR241 est équipé d' un frein à bande de roulement à simple pression et d'un frein à disque . Le klaxon est équipé d'un sifflet de type AW-2 et d'un Typhon de type AW-5.

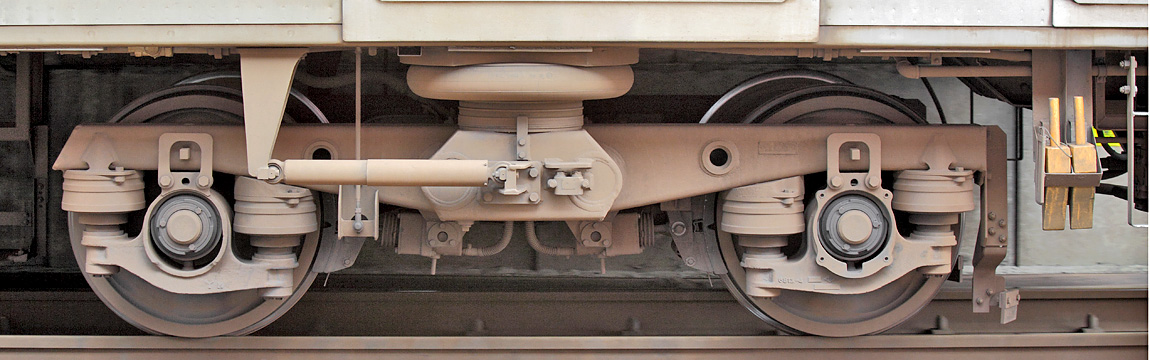
Bogie porteur

Le pantographe est installé sur la motrice Kumoha 311. Au moment de la fabrication, un pantographe en forme de losange (type C-PS24A) avec une faible hauteur de pliage a été installé, ce modèle etant utilisé sur toutes les lignes conventionnelles électrifiées de JR Tokai, y compris la ligne Minobu 
En tant que dispositif de sécurité, un dispositif d'arrêt automatique de train ATS-S T / ATS-P T , un dispositif d'arrêt de train d'urgence (dispositif EB), un dispositif de protection de train d'urgence (dispositif TE) sont installés.

## Exploitation

### Trains réguliers
Depuis son introduction, il a été principalement utilisé pour les trains rapides spéciaux (Special Rapid  ) sur la ligne principale de Tokaido.Lorsque la série 313 a été introduite en 1999, il fut principalement utilisé pour les trains locaux entre la gare de Hamamatsu et la gare de Gifu remplaçant les série 113.
Elles sont exploitées sur la ligne Taketoyo , qui a été électrifiée en mars 2015 , elles servent principalement pour les trains rapides directs reliant directement la gare de Nagoya.
Il a également été utilisé sur la ligne principale de Chuo jusqu'à la révision des horaires de mars 2015 .
Avec la révision des horaires en mars 2022, l'exploitation régulière de ce modèle vers la gare de Hamamatsu a été remplacée par la série 313, se retirant définitivement de la région de Shizuoka et exploitant principalement des trains locaux entre la gare de Toyohashi et la gare de Gifu

### Trains temporaires
Les séries 311 ont circulé occasionnellement ou comme trains spéciaux sur la ligne Iida et la ligne principale du Kansai.
Sur la ligne principale de Tokaido à l'est de Hamamatsu, le « Hana no Ki Kin-go » , qui a été exploité pendant un certain temps à partir de 1989, et des trains spéciaux avec un grand nombre de passagers dans la région de Shizuoka, entre Hamamatsu et Shizuoka. De plus, elles ont circulé sur la ligne principale Hokuriku, à partir de 1991, immédiatement après la conversion du tronçon Tamura-Nagahama en courant continu, comme train spécial "Nice Holiday Omi-ji"  jusqu'à la gare de Nagahama sur la ligne principale Hokuriku ( ligne actuelle Biwako ) sous la compétence de la West Japan Railway Company (JR West) .

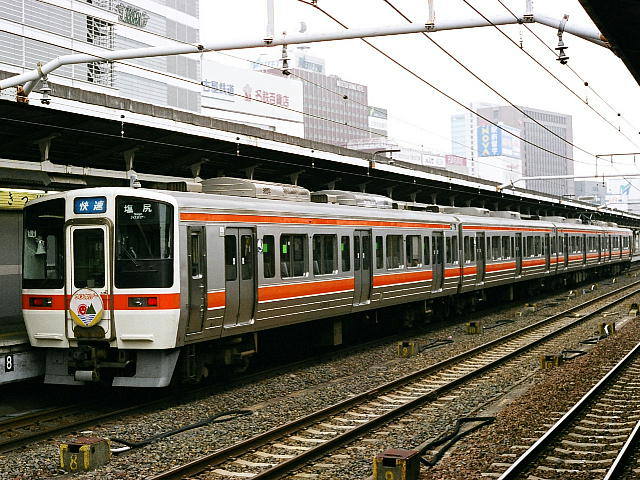
Train special Nice holiday Kisoji

### Formations
Les formations G1-G5, G6-G13, et G14/G15 diffèrent par leur forme.
Conformément à la révision des horaires en juillet 1989, 20 voitures jusqu'à la formation G5 sont apparues. À partir de la formation G6 réalisée dans la seconde moitié de 1989, l'affichage du numéro de train à l'avant de la voiture de tête a été omis, et la position de montage du haut-parleur pour la diffusion externe a été déplacée de la carrosserie de la voiture à l'intérieur du couvercle du dispositif de refroidissement. De plus, la couleur de l'intérieur est différente, la couleur de la porte traversante est crème jusqu'à la formation G5, et elle est vert foncé à partir de la formation G6, et la couleur de la partie centrale du plafond est grise jusqu'à la formation Formation G5 et formation G6.
Les deux dernières voitures supplémentaires (formation G14/15) fabriquées en 1990 avaient huit places près de la porte centrale et les fenêtres aux extrémités des voitures fixées depuis le début. Le changement de forme, à l'exception de la structure de la fenêtre, a été suivi par la série 211 -5000/6000 et la série 213 -5000 fabriquées en même temps. Comme pour les deux voitures fabriquées en 1990, les autres trains ont des fenêtres fixes à huit endroits près de la porte centrale et à l'extrémité de la voiture.
|              | ←Hamamatsu/Taketoyo/Tajimi Maibara→ |          |          |          |
|              |                                     |          |          |          |
| Voiture No.  | 1 <>                                | 2        | 3        | 4        |
| Designation  | Mc                                  | M'       | T        | Tc'      |
| Numerotation | KuMoHa 311                          | MoHa 310 | SaHa 311 | KuHa 310 |
| Equipement   | Cont                                | SIV,CP   |          |          |

- La voiture 4 a des toilettes
- Cont: Système de contrôle.
- CP: Compresseur
- SIV: convertisseur statique

## Rénovation
D'août 2003 (Heisei 15) à décembre 2005 (Heisei 17), toutes les voitures Kuha 310 étaient équipées d' un espace adapté aux fauteuils roulants .
Suppression des deux banquettes convertibles, et déplacement du siège fixe sur le côté de la porte, le porte-bagages est raccourci.
L'espace qui en résulte est généralement utilisé pour les "sièges debout", nous avons donc ajouté des sangles qui n'étaient auparavant installées qu'à proximité de la porte .
Nouvelle main courante et chauffage au mur.
Modification de la fenêtre latérale de cette pièce en un type fixe .
Après l'introduction de la série 313 , toutes les voitures de la série 311 ont été équipées de capots antichute à partir de 2001 , et des carillons de porte ont été installés  .
De juin 2006 (Heisei 18) à juillet 2008 (Heisei 20)  , le pantographe est passé de la forme conventionnelle en losange à un pantographe à bras unique (format interne type C-PS27A). Depuis novembre 2007, certains véhicules sont équipés de type ATS-PT

## Reforme
JR Tokai a annoncé l'introduction de la série 315 pour remplacer ce modèle et les séries 211 et 213  ,.Leur exploitation commerciale a commencé le 5 mars 2022 . Parallèlement à cela, le 18 mai de la même année, les trains G8 et G12 ont été expédiés au district de transport de Hamamatsu . Les deux trains ont été mis au rebut le lendemain, le 19 mai, et sont devenus la première voiture mise au rebut de cette série .
Néanmoins les livraisons des Serie 315 étant assez lente et le nombre de série 211 et 213 étant plus importants ,les séries 311 devraient subsister quelque temps.

## Modélisme
La série 311 est reproduite à l'échelle N par Tomix et Greenmax .

## Galerie photos

### Extérieur

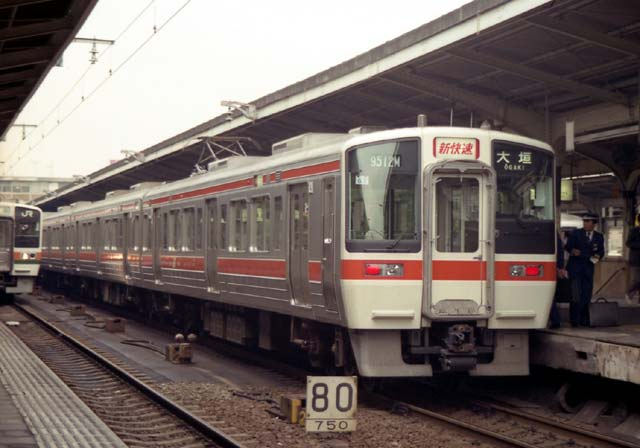
Serie 311 pour Ogaki
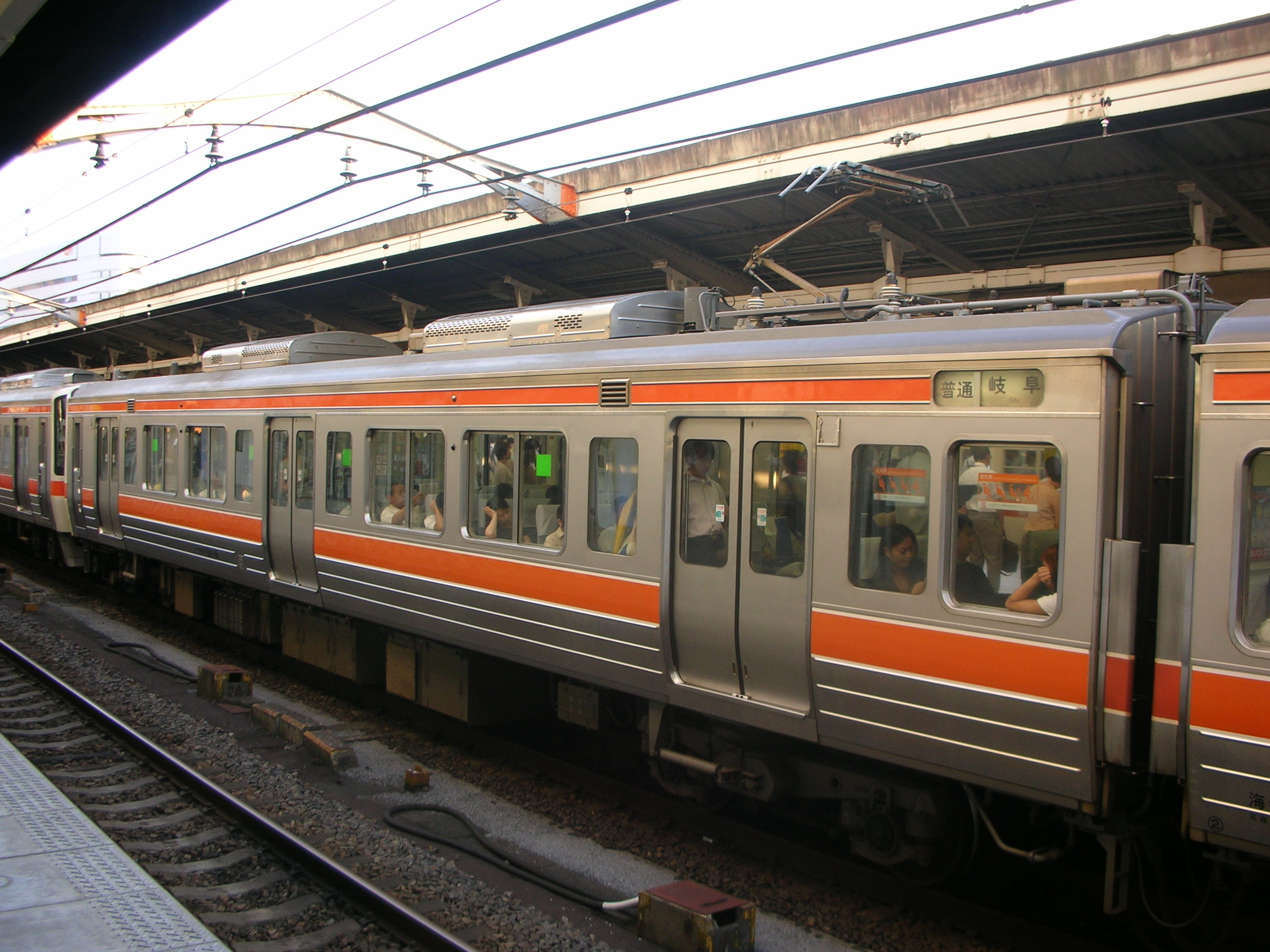
Pantographe mis a jour
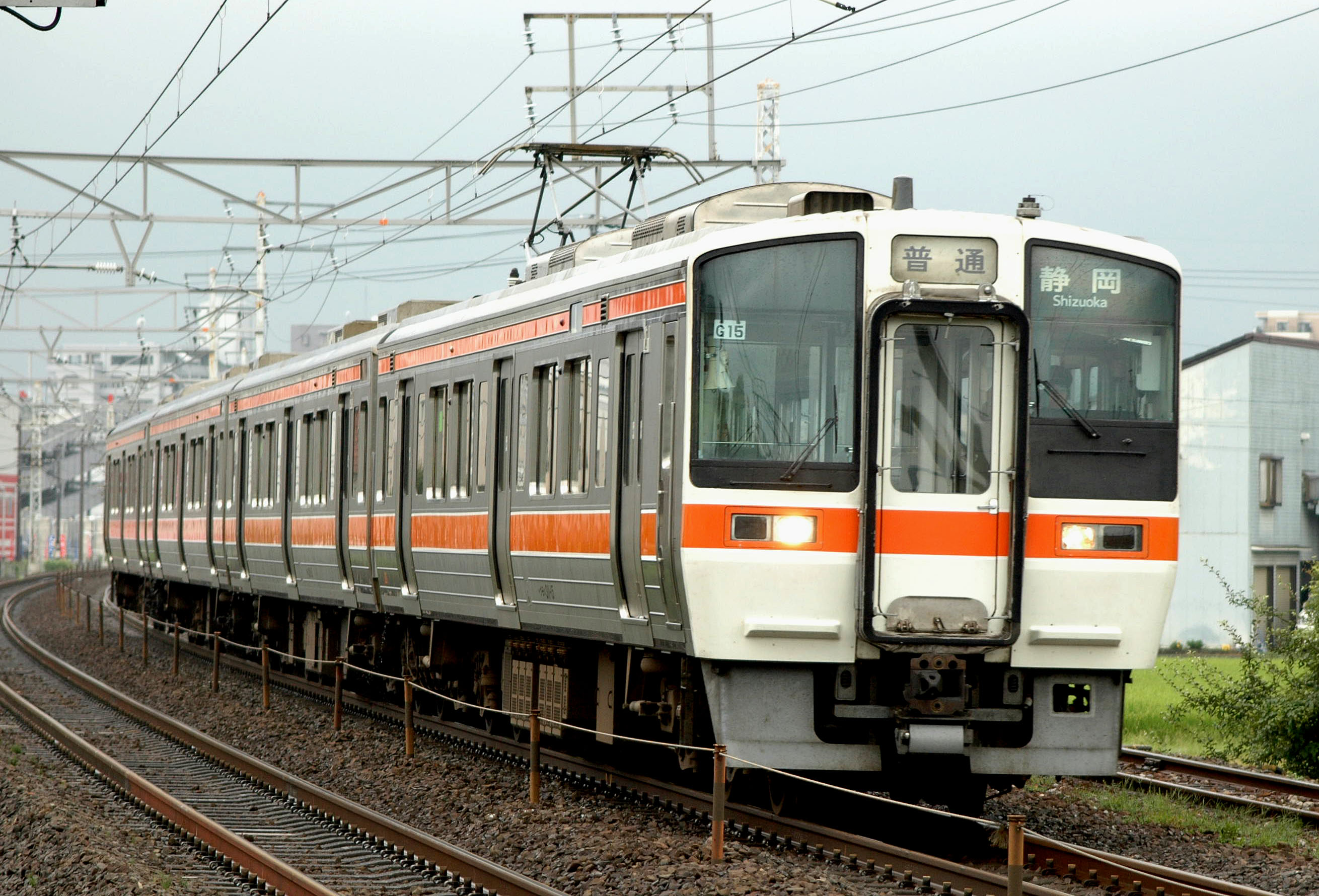
Serie 311 dans la region est de Shizuoka
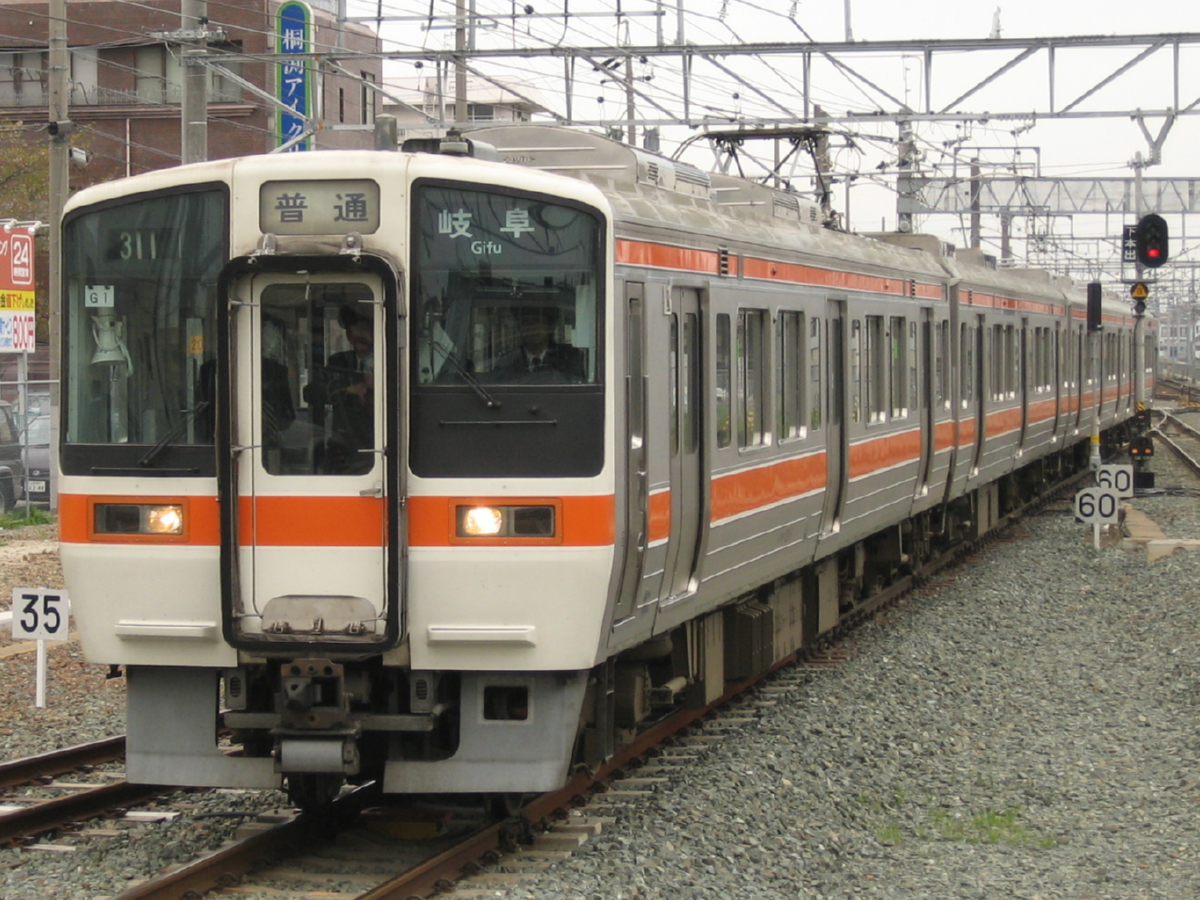
Serie 311 pour Gifu

### Intérieur

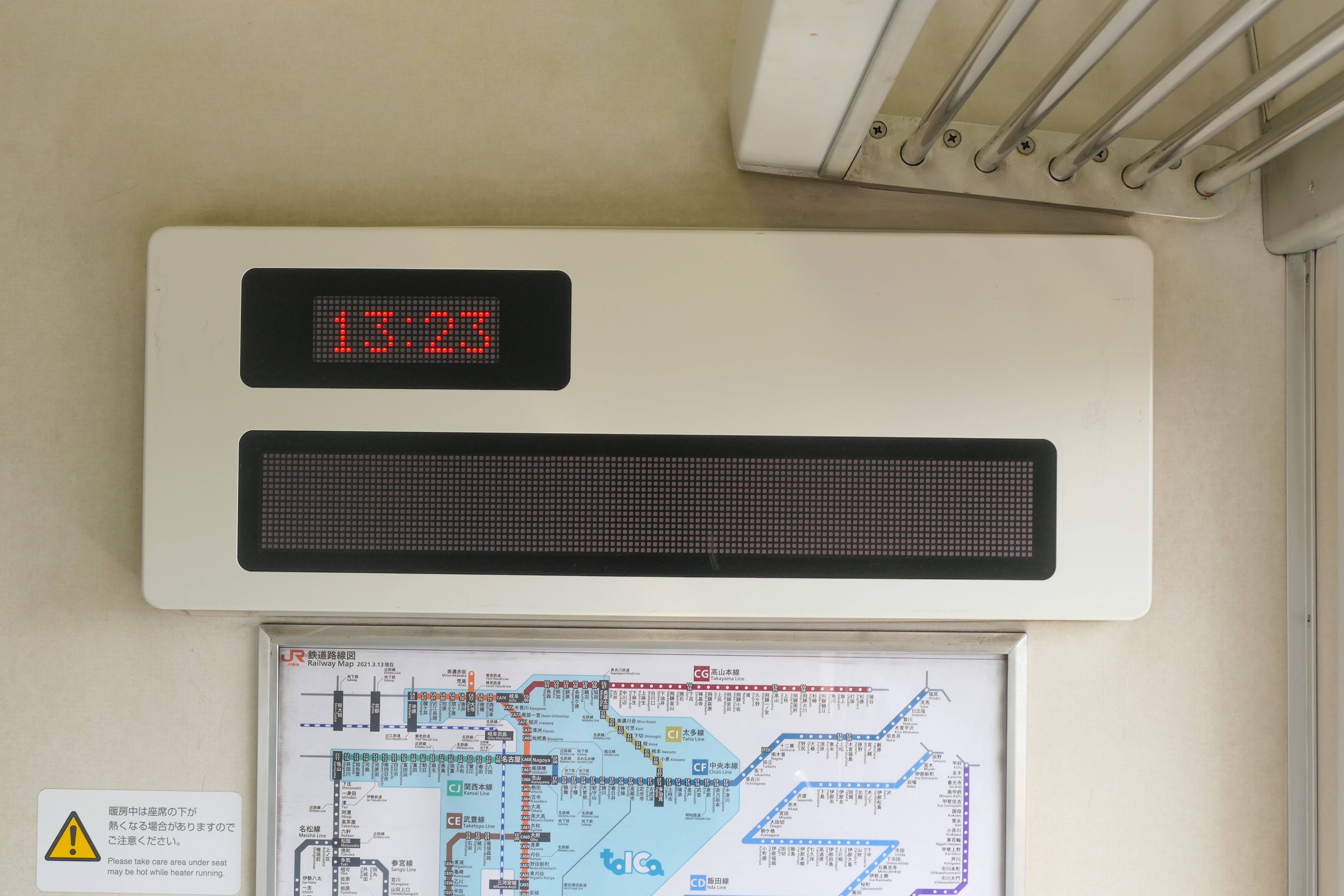
Horloge et affichage informations
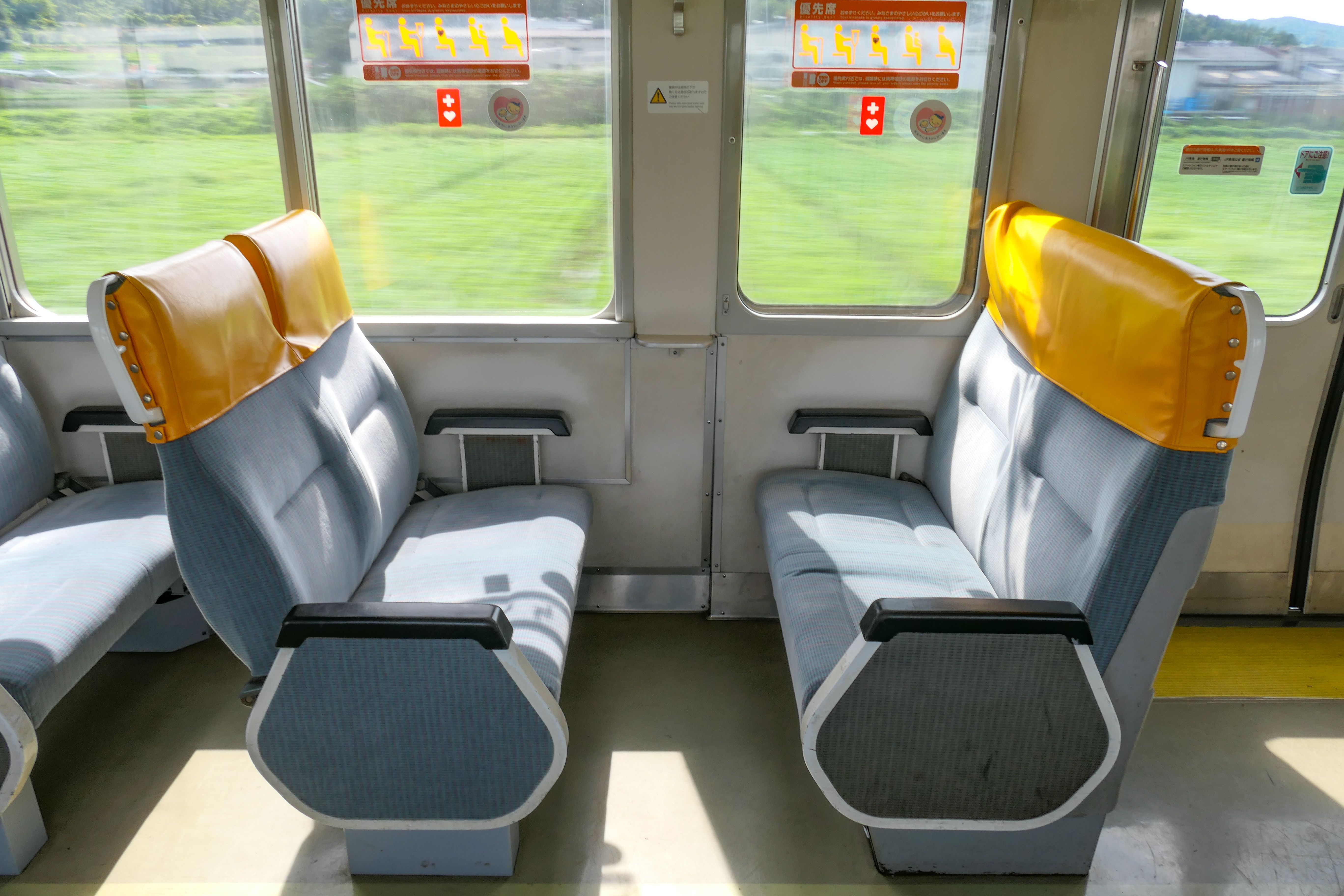
Sieges convertibles(le dossier bascule)
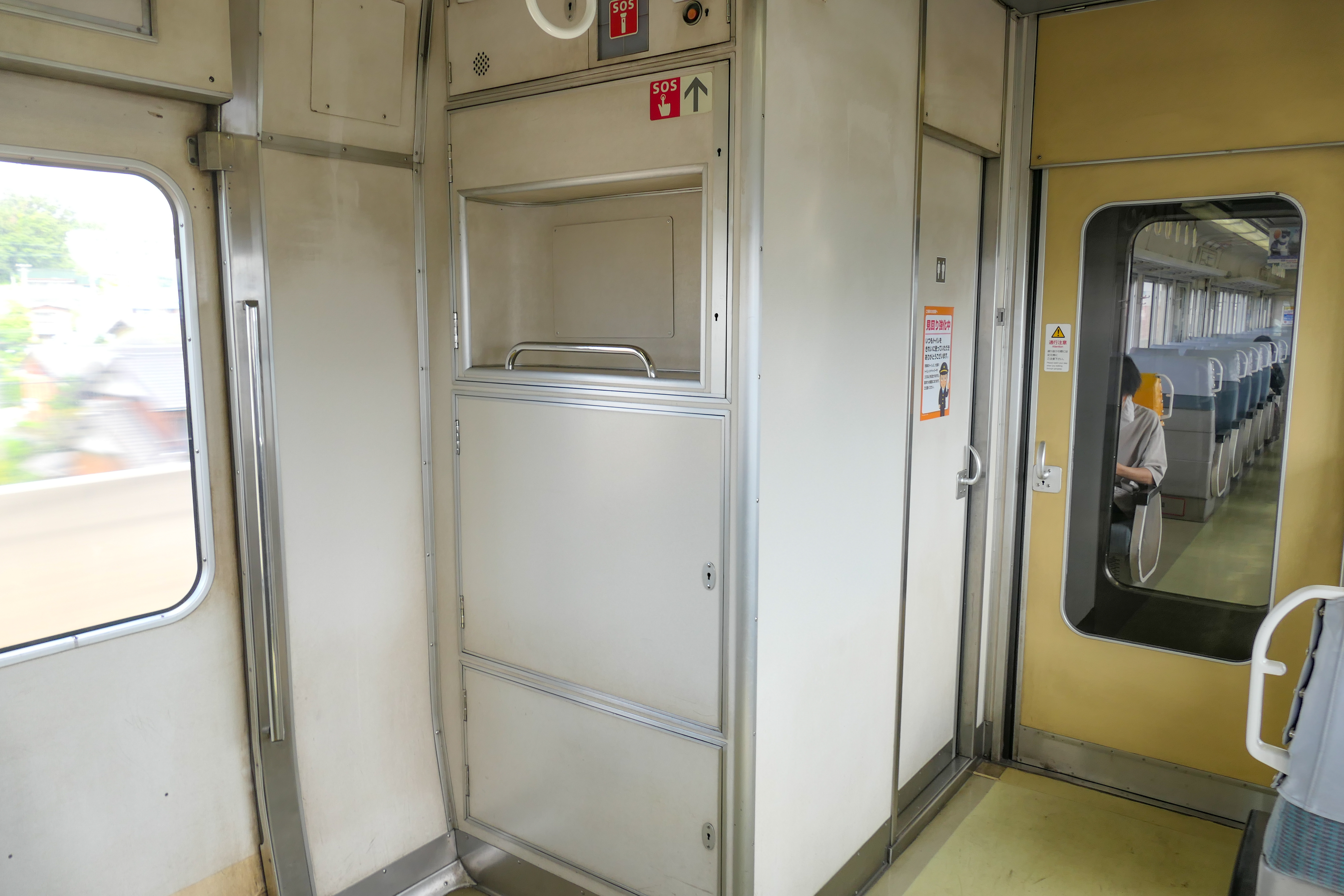
Toilettes
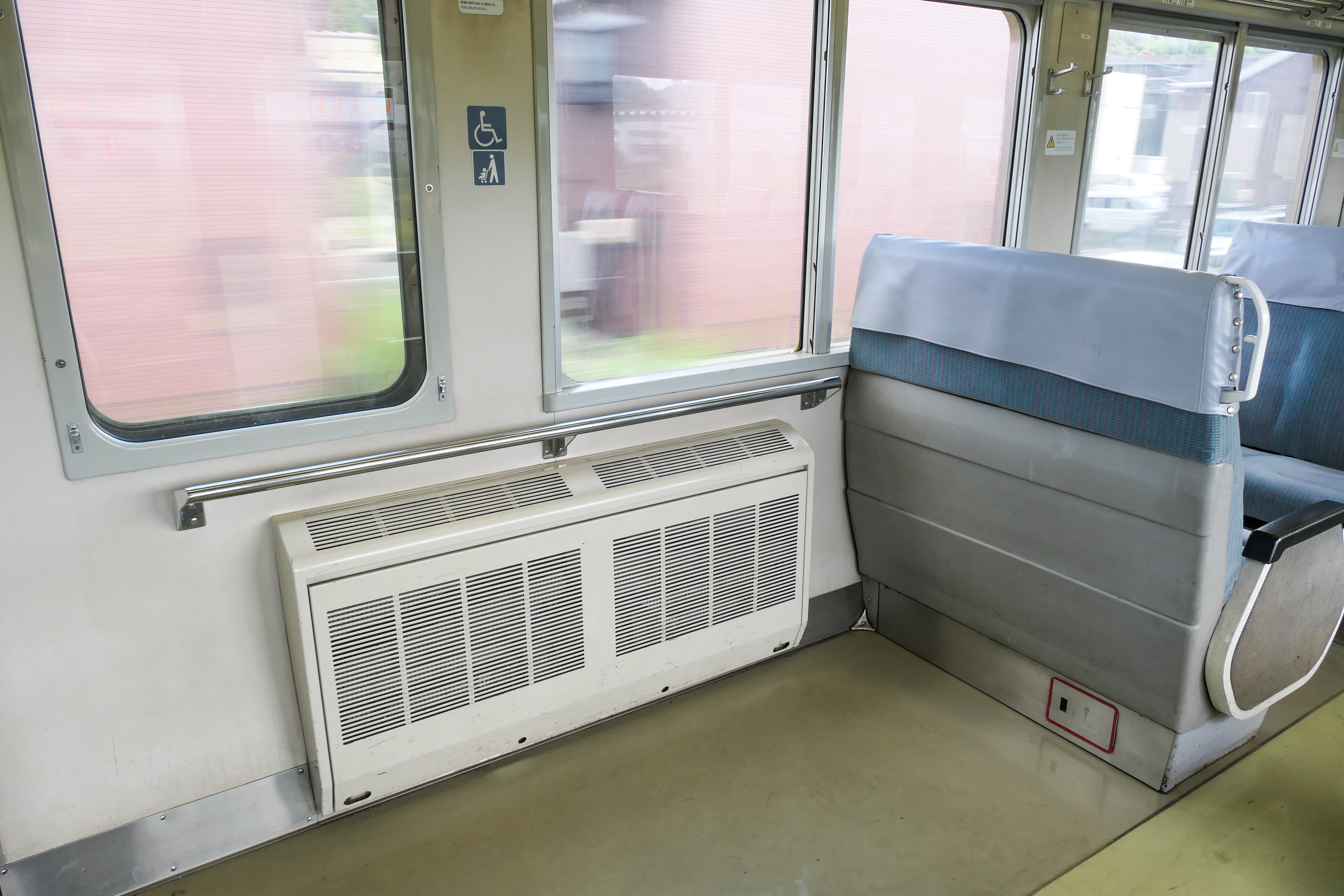
Espace PMR